# 吉林教育电视台
吉林教育电视台是一家总部设在吉林省长春市的教育电视台，1995年正式开播，隶属于吉林省教育厅，频道播出范围为吉林全省，频道全天播出节目24小时。
吉林教育电视台前身是1978年成立的吉林省电化教育馆，2005年台、馆分家，电视台独立设置。电视台的办台宗旨为“树立大教育观，服务全社会，遵循电视规律，办教育特色节目”。现任台长为杨双贵，副台长为王俏。

## 节目
教育新闻联播、吉林招考、职有魅力、创梦少年、喜乐汇

## 主持人[6]
- 李帅
- 何聪
- 阿瑞
- 郭磊
- 唐夏（外请主持人）
- 刘佳（外请主持人）